# تیبا (آریزونا)
تیبا (به انگلیسی: Theba) یک منطقهٔ مسکونی در ایالات متحده آمریکا است که در شهرستان مریکوپا، آریزونا واقع شده‌است. تیبا ۱٫۶۱ کیلومتر مربع مساحت و ۴٬۸۶۵ نفر جمعیت دارد و ۲۲۱٫۹ متر بالاتر از سطح دریا واقع شده‌است.